# Bandidos (film)
Pour plus de détails, voir Fiche technique et Distribution.
Bandidos est un western spaghetti hispano-italien sorti en 1967, réalisé par Massimo Dallamano, sous le pseudo de Max Dillman.

## Synopsis
Richard Martin est un redoutable et exceptionnel tireur. Il gagne sa vie en participant à de nombreux concours de tir et les remporte grâce à son intelligence et son adresse. Lors d'un voyage en train, il se retrouve mêlé à une attaque menée par une bande de hors-la-loi alliée à des guerilleros mexicains dont le leader s'appelle Vigonza. Martin reconnaît le chef des bandits : il s'agit de Billy Kane, son ancien élève devenu un tueur professionnel et impitoyable. L'attaque du train finit dans le sang car ses sbires ne veulent laisser aucun témoin vivant. Kane épargne Martin mais, pour éviter qu'il ne se venge, lui tire dans les deux mains. 
Des années plus tard. À présent infirme, Martin est devenu alcoolique. Il n'a pas pourtant renoncé à sa vengeance contre Kane même s'il ne peut plus utiliser ses mains. Il décide donc de trouver un nouvel élève qu'il formera au tir et qui, ensuite, tuera Billy Kane et ses bandits pour lui. Martin le trouve en la personne de Ricky Shot, un jeune tireur de foire doué et mystérieux. Ils se lient d'amitié mais Shot semble connaître Kane. Il veut aussi le confronter, pas pour les mêmes raisons que Martin bien que la fameuse attaque du train semble avoir un lien avec les motivations vengeresses du jeune apprenti pistolero.

## Fiche technique
- Titre original espagnol (y compris pour la version francophone)[2] : Bandidos
- Réalisation : Massimo Dallamano (sous le pseudo de Max Dillman)[1]
- Scénario : Luis Laso, Juan Cobos, Romano Migliorini et Gianbattista Mussetto
- Montage : Gianmaria Messeri
- Musique : Egisto Macchi
- Photographie : Emilio Foriscot
- Production : Solly V. Bianco
- Sociétés de production : Hesperia Films, Epic Film[1]
- Pays d'origine :  Italie,  Espagne[1]
- Langue originale : italien
- Format : Couleur - 2,35:1 - Mono
- Genre : western spaghetti
- Durée : 95 minutes
- Date de sortie :
  - Italie : 15 octobre 1967
  - France : 8 mai 1968[2]

## Distribution
- Enrico Maria Salerno (VF : Jean Violette) : Richard Martin
- Terry Jenkins (VF : Richard Leblond) : Ricky Shot
- Venantino Venantini (VF : Michel Barbey) : Billy Kane
- Marco Guglielmi (VF : Pierre Garin) : Kramer
- Cris Huerta (VF : Claude Bertrand) : Vigonza
- María Martín : Betty Starr
- Massimo Sarchielli (VF : Gérard Hernandez) : Munoz
- Giancarlo Bastianoni (VF : Claude Joseph) : Sam
- Antonio Pica : Portier de train
- Valentino Macchi
- Claudio Scarchilli : l'homme de main de Vigonza